# Polnische Vorausscheidungen zum Eurovision Song Contest

Flagge Polens

Dieser Artikel beschreibt die Polnischen Vorausscheidungen zum Eurovision Song Contest, an dem das Land seit 1994 teilnimmt. Als nationales Mitglied der Europäischen Rundfunkunion – was die grundlegende Voraussetzung für eine Teilnahme am Wettbewerb ist – ist Telewizja Polska (TVP) für die Veranstaltung der nationalen Finale zuständig. Allerdings gibt es erst seit dem Jahr 2003 solche Sendungen, da zuvor durch den Rundfunk interne Wahlen vorgezogen wurden, also die Entscheidung durch eine sendereigene Jury.

## Vorentscheidung 2003
- Adieu – Time
- Benedek – Here comes your time
- Blue Café – You may be in love
- Bracia Cugowscy – Missing every moment
- Magda Femme & Spotlight – I believe in you
- Gosia – Remember
- Ha-Dwa-O – Tylko bądź
- Ich Troje – Keine Grenzen / Żadnych granic
- IRA – Femme Fatale
- Ocean Front – Zakochany
- Stachursky – Tam gdzie ty
- Varius Manx – Sonny
- Wilki – Here I am
- Zdobywcy Pewnych Oskarów – Pia

Gewinner: Ich Troje mit Żadnych Granic / Keine Grenzen (vor Wilki, Blue Café und Varius Manx)

## Vorentscheidung 2004
Beiträge bei Eurowizja 2004:
- Alicja Janosz (Alex) – I’m Still Alive
- Blue Café – Love Song
- Golden Life – Labyrinth of Life
- Goya – All My Senses
- Indigo – Mogę dziś
- Krzysztof Kiljański – Stay
- Kasia Klich – Let Me Introduce
- Kowalski – Sen Kowalskiego
- Łzy – Julia, tak na imię mam
- OFFSIDE – Dreaming About You
- Małgorzata Ostrowska – Nie uwierzę
- Planeta – Easy Money
- Janusz Radek – Pocztówka z Avignonu
- Marcin Rozynek – Nick of Time
- SiStars – Freedom

Gewinner: Blue Café mit Love Song

## Vorentscheidung 2005
Die Vorentscheidung 2005 fand nicht öffentlich statt. Stattdessen stimmte eine interne Jury des polnischen Fernsehens ab und wählte Ivan i Delfin mit dem Titel Czarna dziewczyna als Repräsentanten Polens aus.

## Vorentscheidung 2006
Mittels der Fernsehshow Piosenka dla Europy wählte Polen am 28. Januar 2006 seinen Beitrag zum Eurovision Song Contest 2006 in Athen aus. Aus 112 eingereichten Songs suchte eine Jury am 20. Dezember 2005 15 Songs für die öffentliche Vorausscheidung aus.
Folgende 15 Interpreten und Songs nahmen an der Vorausscheidung teil.
- Brathanki – W nas ciepło wiosen
- Katarzyna Cerekwicka – Zamilcz
- Danzel – Undercover
- Dezire – Good girl
- Ha-Dwa-O – Popatrz na mnie
- Ich Troje – Follow my heart
- Kto to – Zero do stracenia
- Leonie Kuizenga – Love is what we all need
- Mosqitoo – Jeżeli jesteś – wołam cię
- Katarzyna Mos – I wanna know
- Queens – I feel in love
- Maciej Silski – Za karę
- The Jet Set – How many people
- Agata Torzewska – Goodbye
- Sławomir Uniatowski – Kocham cię

Wäre ein oder mehrere Teilnehmer disqualifiziert worden oder hätte ein Starter seine Teilnahme zurückgezogen, so wäre einer der folgenden Interpreten nachgerückt:
- Jerzy Grunwald – Save me love
- The Crackers – Dance to the beat
- Sara May – It’s over
- Offside – Jak fala za falą
- Anabel Conde – Seppho

Gewinner: Ich Troje mit Follow my heart (vor Dezire und The Jet Set)

## Vorentscheidung 2007
Die polnische Vorentscheidung 2007 zum Eurovision Song Contest 2007 fand am 3. Februar 2007 in Warschau statt. Veranstalter war der Fernsehsender Telewizja Polska.
Die Gewinner – The Jet Set mit Time To Party – wurden durch die Zuschauer per TED ermittelt.
Folgende Interpreten und Songs nahmen an der Vorausscheidung teil:
- Vino mit Come In My Heart
- The Jet Set mit Time To Party
- Charizma mit Emily
- Kuba & Maciek Moleda mit No Second Chance
- Natasza Urbańska mit I Like It Loud
- Bikini mit Don’t Judge me
- Buton Huckers mit On My Mind
- Ania Szmarch mit Open Your Mind
- Hania Stach mit Regroup
- Mikael Erlandsson mit Love In The Air

## Vorentscheidung 2008
siehe Piosenka dla Europy 2008